# Forever Love
Forever Love este o melodie lansată de X Japan în anul 1996, pe albumul Dahlia. A fost compusă de Yoshiki.